# Bastrop (Luisiana)
Bastrop é uma cidade localizada no estado americano de Luisiana, na Paróquia de Morehouse.

## Demografia
Segundo o censo americano de 2000, a sua população era de 12.988 habitantes. 
Em 2006, foi estimada uma população de 12.345, um decréscimo de 643 (-5.0%).

## Geografia
De acordo com o United States Census Bureau tem uma área de 
21,8 km², dos quais 21,8 km² cobertos por terra e 0,0 km² cobertos por água. Bastrop localiza-se a aproximadamente 36 m acima do nível do mar.

## Localidades na vizinhança
O diagrama seguinte representa as localidades num raio de 28 km ao redor de Bastrop. 